# 藤間友章
藤間 友章（ふじま ともあき、1909年3月27日 - 1996年11月29日）は、藤間流舞踊家、振付師。日本芸術院会員。本名・田中徳造。
東京府下谷出身。1915年、初代中村又五郎に入門。1928年、藤間伊勢に師事する。1948年、伊勢の養子となり、藤間友章と名乗る。1981年、勲四等旭日小綬章受章。1982年、花柳壽応賞、1985年、日本舞踊協会常任理事。1989年、日本芸術院賞受賞。1992年、日本芸術院会員。 
渋味と品格のある芸風が特徴である。花柳徳寿などと「五人の会」を結成し、独自の芸術活動を展開した。 